# Sifflet de train

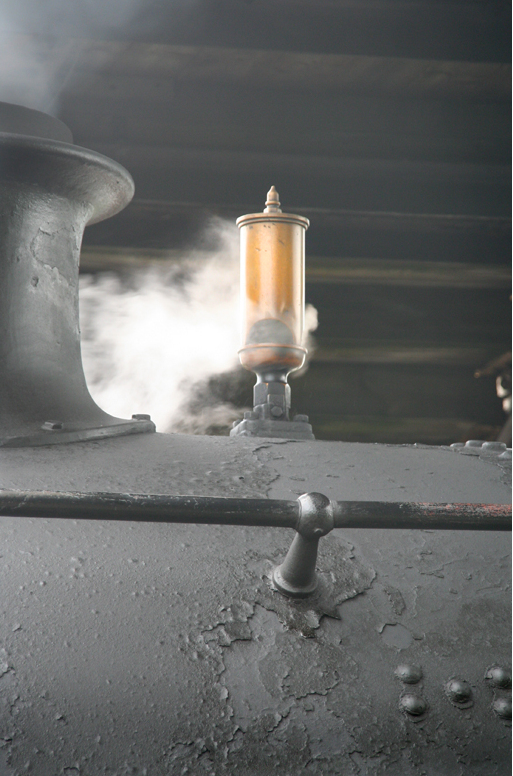
Sifflet à vapeur en action.

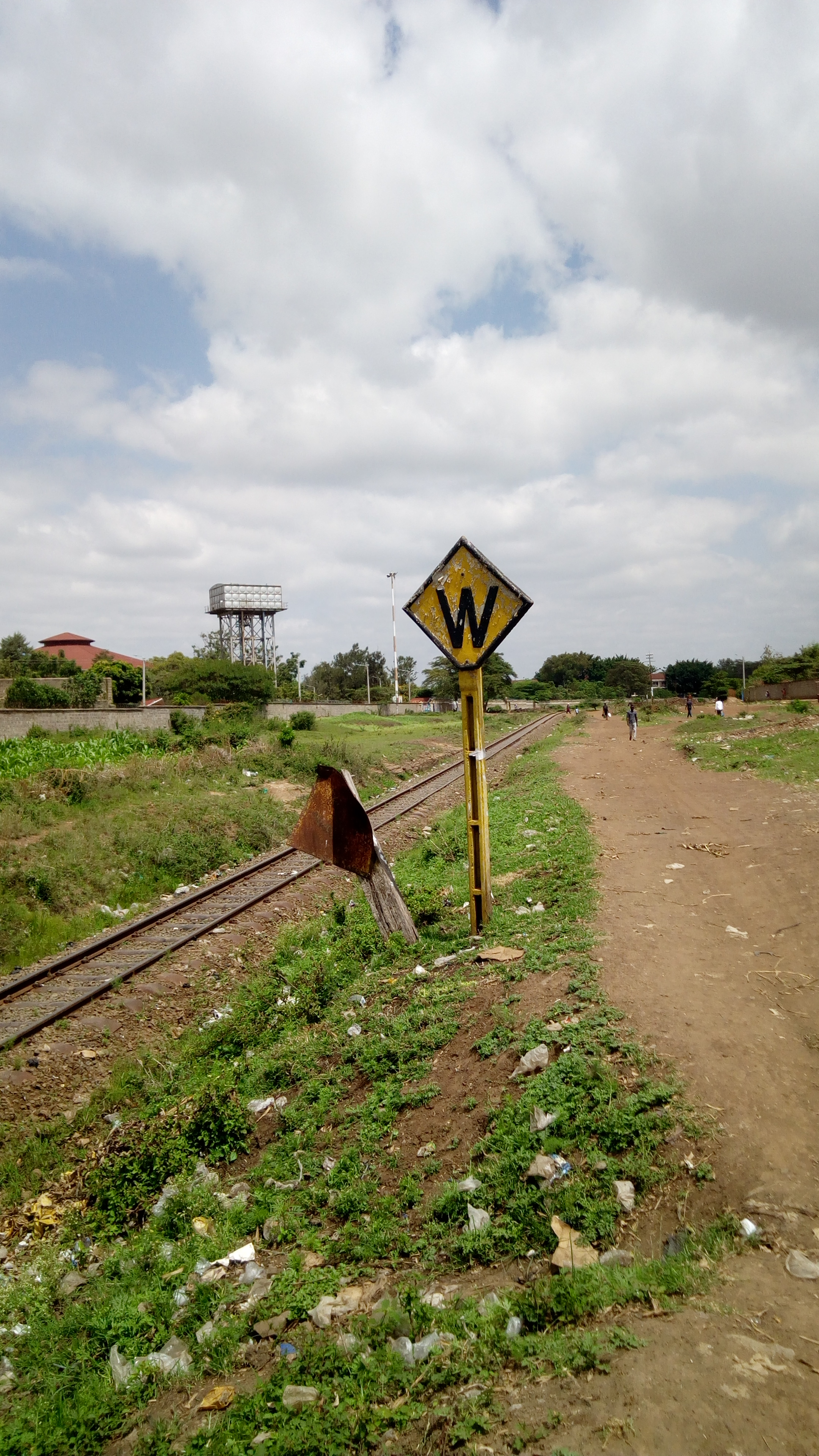
La lettre W (= whistle post) indique au mécanicien qu'il doit actionner son sifflet au moment de traverser le campus de l'université de Nairobi.

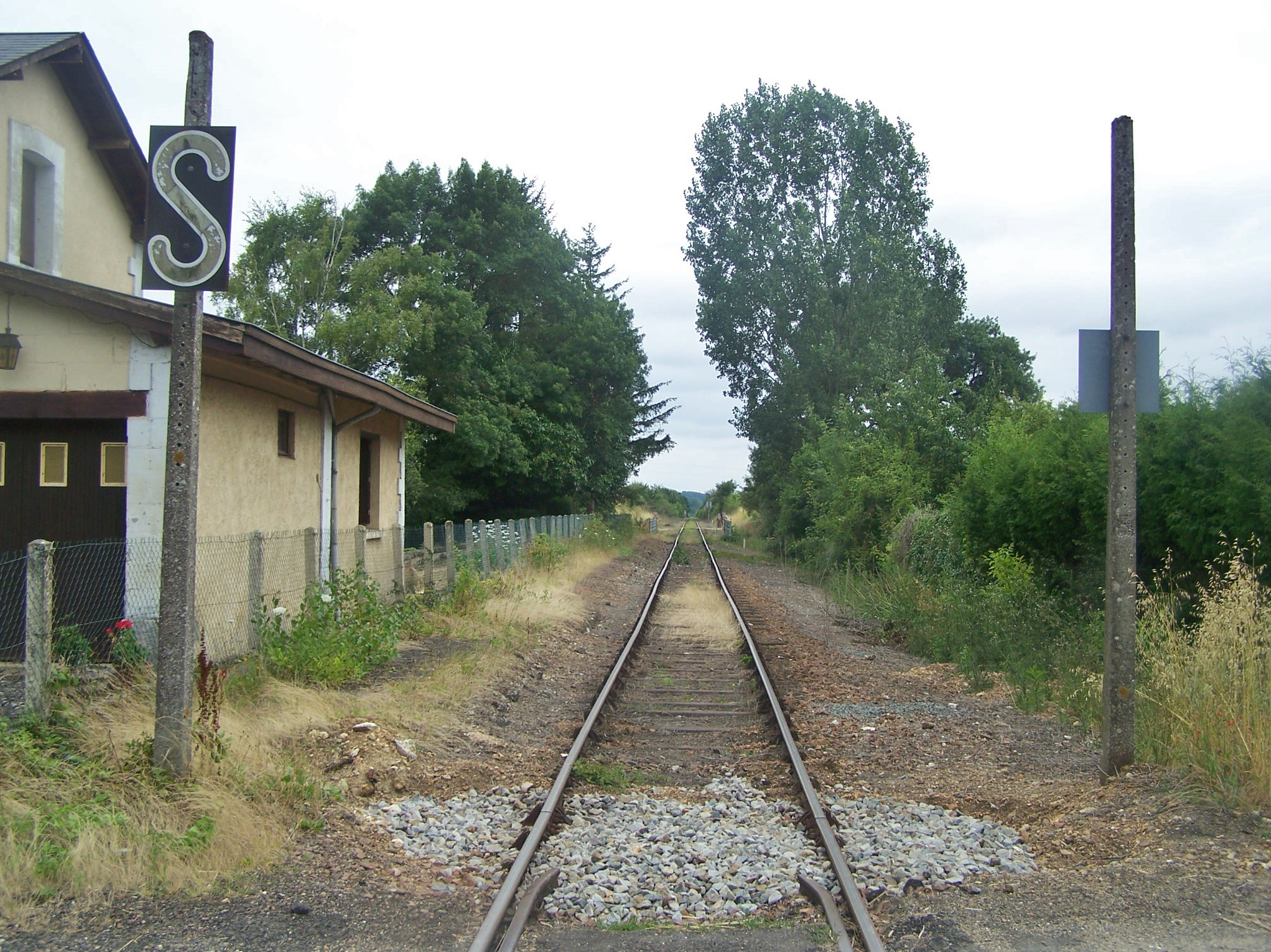
En France, le panneau est rectangulaire et de couleur noire supportant un S blanc.

Dans les chemins de fer, un sifflet, ou sifflet à vapeur (à l'origine appelé en anglais steam trumpet, soit « trompette à vapeur ») est un dispositif de signalisation sonore installé sur une locomotive à vapeur et utilisé pour avertir de l'approche d'un train, afin de communiquer avec les personnes situées aux abords des voies ferrées.
Les anciens sifflets à vapeur étaient presque toujours actionnés à l’aide d'un cordon de traction (ou parfois un levier) afin de permettre une activation proportionnelle (traction mécanique) et d'instaurer une certaine forme de « langage » à travers le type de son. De nos jours, la plupart des locomotives en circulation ne possèdent toutefois plus qu'un bouton-poussoir pour activer le sifflet, ce qui retire la capacité d'agir sur la façon dont retentit le coup de sifflet.
Le sifflet est apparu sur les locomotives en raison de l’importance de leur masse et du faible frottement au freinage qui les rendent par nature difficiles à arrêter à des vitesses normales. Aussi, il est progressivement devenu nécessaire d'avertir les personnes aux abords des voies de l'approche d'un train à longue distance. Or, étant donné que les sifflets étaient extrêmement peu coûteux en comparaison d'autres dispositifs d'alerte plus efficaces, l'utilisation du sifflet est devenue la solution privilégiée par les opérateurs de chemin de fer.

## Histoire
John Holliday estime que l'histoire des sifflets de train débute en 1832, avec la suggestion faite par un chef de gare de la compagnie Leicester and Swannington Railway que les trains devraient avoir un dispositif de signalisation sonore. C'est alors qu'un fabricant d'instruments de musique a été chargé de concevoir et de fournir un sifflet à vapeur, alors connu sous le nom « trompette à vapeur ».
L'article décrit également une collision entre un train et une charrette, malgré la tentative du conducteur d'avertir de son arrivée à l’aide d'une corne (utilisée avant l'invention des sifflets à vapeur), laquelle n'ayant pas été suffisante pour attirer l'attention, sans-doute car pas assez puissante pour être entendue. Bien que personne n'ait été blessé, l'accident a été jugé suffisamment grave pour justifier l'intervention personnelle de George Stephenson, lequel a ensuite convoqué une réunion des administrateurs et accepté la suggestion du chef d'entreprise, Ashlin Bagster, que des cornes ou des sifflets qui pourraient être activés par la vapeur soient construits et fixés sur les locomotives. Ce serait ce-dernier qui aurait commandé plus tard à un fabricant d'instruments de musique de la rue Duke à Leicester, de mettre au point un sifflet à vapeur, testé en présence du conseil d'administration dix jours plus tard. Stephenson aurait monté le sifflet sur le sommet du dôme de vapeur de la chaudière qui fournit de la vapeur sèche pour les cylindres de traction. Un dispositif apparemment d'environ 18 pouces (460 mm) de haut et en forme de trompette grandissant avec un diamètre de 6 pouces (150 mm) à son sommet ou à sa bouche. L'entreprise ayant par la suite continué de monter des dispositifs similaires sur ses autres locomotives.
Une autre version associe néanmoins l'invention du sifflet à vapeur avec l'ouverture réelle de la ligne en 1832, plutôt que faisant suite à un incident spécifique.

### Le sifflet aujourd'hui
De nos jours, la disparition progressive des locomotives à vapeur a également conduit à la disparition des sifflets à vapeur, lesquels ont été remplacés par des cornes à air au son de trompette. Pour autant, le terme « siffler » est resté utilisé dans les milieux ferroviaires, la signalisation ferroviaire faisant toujours référence à ce terme à la fois en français avec la lettre « S », en anglais avec la lettre « W » pour « Whistle » ou en allemand avec la lettre « P » pour « Pfeifen ».

## Effet Doppler
L'exemple de la variation de fréquence dans le coup de sifflet d'un train qui passe est souvent utilisé pour expliquer le phénomène lié à l'effet Doppler-Fizeau. Cet exemple était devenu un classique à la suite de l'apparition des trains, lesquels comptaient alors parmi les rares objets qui pouvaient se déplacer rapidement tout en émettant une note relativement constante.